# Меркурий-Редстоун-BD
Меркурий-Редстоун-BD (Booster Development, «разработка ускорителей») — суборбитальный беспилотный полёт на ракете-носителе США «Редстоун» по программе «Меркурий». Старт был дан 24 марта 1961 года с мыса Канаверал, Флорида. Миссия использовала макет космического корабля «Меркурий» и ракету Редстоун MRLV-5. NSSDC ID — Mercury Redstone BD.
После проблем, которые возникли во время полёта MR-2 с шимпанзе по имени Хэм на борту, стало очевидно, что необходима дальнейшая модернизация корабля и ракеты, а уж потом им можно было бы доверить астронавта.
Вернер фон Браун добавил Меркурий-Редстоун-BD к графику запусков между полетами МР-2 и МР-3.
Причиной предыдущего сверхускорения ракеты «Редстоун» был клапан сервомотора, который не регулировал должным образом поток перекиси водорода к паровому генератору. Это в свою очередь перегрело бензонасосы. Регулятор тяги и скоростной интегратор были изменены на МР-BD, а также и на последующих ракетах Меркурий-Редстоун, чтобы они снова не превысили ограничение скорости.
Другой проблемой, с которой сталкивались в предыдущих полётах Меркурий-Редстоун, были гармонические колебания, вызванные аэродинамическим напряжением в самой верхней части удлинённого «Редстоун». Чтобы решить эту проблему, были добавлены четыре ребра жёсткости к секции балласта и 95 кг изоляции к внутренней стенке верхней части отделения для датчиков ракеты Меркурий-Редстоун.
Миссия использовала макет космического корабля «Меркурий» с инертной системой спасения. У космического корабля также не было пиропакета из ракет.
Миссия МР-BD продлилась 8 минут и 23 секунды. Корабль достиг апогея в 183 км и дальности 494 км. Пиковая скорость была 8245 км/ч.
Космический корабль испытал перегрузку 11 g (108 м/сек²). В планы не входило разделять ракету «Редстоун» и макет космического корабля «Меркурий», и они пролетели вместе 494 км до приземления, за исключением последних 8 км. Они упали в Атлантический океан, разрушаясь в полёте.
МР-BD был очень успешен и предшествовал полёту Алана Шепарда на борту MR-3.

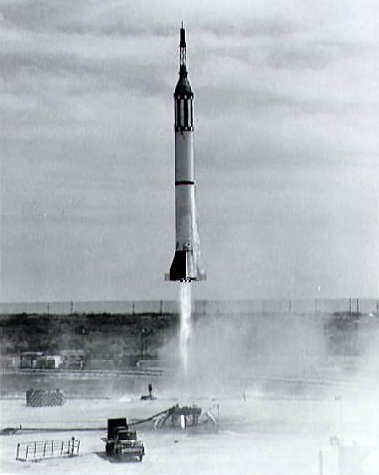
Стартует Меркурий-Редстоун-BD (NASA)